# Albertus Nicolaas Fleskens
Albertus Nicolaas Fleskens (Heesch, 20 april 1874 – Eindhoven, 1 februari 1965) was een Nederlands politicus.

## Leven en werk
Fleskens was een zoon van bakker Leonardus Henricus Hijacinthus Fleskens en Helena van Bergen. Hij trouwde met Johanna Helena Maria Eycken. Hun dochter Helena Antonia Gertruda Maria (Len) trouwde met Constant Kortmann, hij was onder meer commissaris van de koningin in Noord-Brabant.
Fleskens begon zijn loopbaan als gemeentesecretaris en -ontvanger van Geldrop (1898-1906) en werd in 1905 benoemd tot burgemeester van Zesgehuchten (dat in 1921 werd samengevoegd met Geldrop). Van 1908 tot 1939 was hij daarnaast burgemeester van Geldrop. Ter gelegenheid van zijn zilveren huwelijksjubileum in 1929 kreeg hij van de bevolking een Heilig Hartbeeld aangeboden.
Hij was aangesloten bij de Roomsch-Katholieke Staatspartij en vanaf 1945 bij de Katholieke Volkspartij. Hij was actief in de provinciale en landelijke politiek, als lid van de Tweede Kamer (1910-1935), lid van Provinciale Staten van Noord-Brabant (1919-1923) en ten slotte lid van de Eerste Kamer (1935-1946).
Fleskens werd benoemd tot Commandeur in de Orde van Sint-Gregorius de Grote (1919), Ridder in de Orde van de Nederlandse Leeuw (1921) en Commandeur in de Orde van Oranje-Nassau (1937). En tevens onderscheiden met Legion d'Honneur van Frankrijk en België.
- Biografisch Portaal: 14592954
- Parlement.com: vg09ll0nwsyv